# Виничка Кршла
Ви́ничка Кршла (мак. Виничка Кршла) — село у Північній Македонії, яке входить до общини Виниця, що в Східному регіоні країни.
Громада складається з — 99 осіб (перепис 2002) і всі македонці. Село розкинулося в низовині (середні висоти — 472 метрів), яку македонці називають Кочанською.